# 納沙布岬
43°22′N 145°49′E / 43.367°N 145.817°E

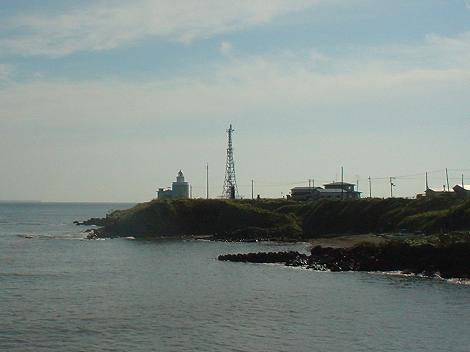
納沙布岬燈塔

納沙布岬（日语：／ Nosappumisaki */?），日本北海道最東端的海角，位於根室市。去除離島的話，為日本本土最東端，是一般人可以到達的日本最東端點。與俄羅斯實際控制的齒舞群岛隔著珸瑶瑁海（ごようまい）相望，距離僅7公里。

## 概要
名稱來自阿伊努語的「not-sam」，意思是海岬的旁邊。是過去在此海岬旁的聚落名。
因為是北海道最早日出的地方，所以在元旦盛行「納沙布岬初日詣」的活動。並配合日出時間，在JR根室站加開臨時巴士供民眾前往。

## 現況
行政區劃屬於日本北海道根室支廳根室市。
俄羅斯在珸瑶瑁海頻繁巡邏。

## 日本要求歸還北方四島（南千島群島）的行動
在納沙布岬，設置了北方四島（南千島群島）資料館，納沙布岬燈塔，望鄉家，而在北方資料館中，設置了免費的望遠鏡，可以看到俄羅斯在水晶島設置的雷達站、監視站。設置了世界和平，歸還南千島群島祈禱像，在1980年竣工。

## 交通路線
- 從JR根室本線根室站搭根室交通汽車至「納沙布岬」下車徒歩即可抵達。
- 北海道道35號根室半島線

## 外部連結
- 根室海上保安部 （页面存档备份，存于）
- 北方資料館 （页面存档备份，存于）